# Севостьяново (Старицкий район)
Севостьяново — деревня в Старицком районе Тверской области. Входит в состав сельского поселения «станция Старица».

## География
Находится в южной части Тверской области на расстоянии приблизительно 19 км на юг-юго-запад от районного центра города Старица.

## История
Деревня была отмечена ещё на карте Менде (состояние местности на 1848 год). В 1859 году здесь (деревня Зубцовского уезда) было учтено 11 дворов, в 1941 — 26. До 2012 года входила в состав Корениченского сельского поселения.

## Население
Численность населения: 70 человек (1859 год), 9 (русские 100 %) в 2002 году, 5 в 2010.